# Katsumi Ōenoki
Katsumi Ōenoki (jap. 大榎 克己, Ōenoki Katsumi; * 3. April 1965 in Shizuoka, Präfektur Shizuoka) ist ein ehemaliger japanischer Fußballspieler.

## Nationalmannschaft
1989 debütierte Ōenoki für die japanische Fußballnationalmannschaft. Ōenoki bestritt fünf Länderspiele. Mit der japanischen Nationalmannschaft qualifizierte er sich für die Asienmeisterschaft 1988.

## Errungene Titel
- Kaiserpokal: 2001
- J. League Cup: 1996